# 1524
Portal Geschichte | Portal Biografien | Aktuelle Ereignisse | Jahreskalender | Tagesartikel

◄ |
15. Jahrhundert |
16. Jahrhundert
| 17. Jahrhundert | ►

◄ |
1490er |
1500er |
1510er |
1520er
| 1530er | 1540er | 1550er | ►

◄◄ |
◄ |
1520 |
1521 |
1522 |
1523 |
1524
| 1525 | 1526 | 1527 | 1528 | ► | ►►
Staatsoberhäupter  · Nekrolog · Kunstjahr · Literaturjahr · Musikjahr   · Wissenschaftsjahr
| Januar | Januar | Januar | Januar | Januar | Januar | Januar | Januar |
| Kw     | Mo     | Di     | Mi     | Do     | Fr     | Sa     | So     |
| ------ | ------ | ------ | ------ | ------ | ------ | ------ | ------ |
| 53     |        |        |        |        | 1      | 2      | 3      |
| 1      | 4      | 5      | 6      | 7      | 8      | 9      | 10     |
| 2      | 11     | 12     | 13     | 14     | 15     | 16     | 17     |
| 3      | 18     | 19     | 20     | 21     | 22     | 23     | 24     |
| 4      | 25     | 26     | 27     | 28     | 29     | 30     | 31     |

| Februar | Februar | Februar | Februar | Februar | Februar | Februar | Februar |
| Kw      | Mo      | Di      | Mi      | Do      | Fr      | Sa      | So      |
| ------- | ------- | ------- | ------- | ------- | ------- | ------- | ------- |
| 5       | 1       | 2       | 3       | 4       | 5       | 6       | 7       |
| 6       | 8       | 9       | 10      | 11      | 12      | 13      | 14      |
| 7       | 15      | 16      | 17      | 18      | 19      | 20      | 21      |
| 8       | 22      | 23      | 24      | 25      | 26      | 27      | 28      |
| 9       | 29      |         |         |         |         |         |         |

| März | März | März | März | März | März | März | März |
| Kw   | Mo   | Di   | Mi   | Do   | Fr   | Sa   | So   |
| ---- | ---- | ---- | ---- | ---- | ---- | ---- | ---- |
| 9    |      | 1    | 2    | 3    | 4    | 5    | 6    |
| 10   | 7    | 8    | 9    | 10   | 11   | 12   | 13   |
| 11   | 14   | 15   | 16   | 17   | 18   | 19   | 20   |
| 12   | 21   | 22   | 23   | 24   | 25   | 26   | 27   |
| 13   | 28   | 29   | 30   | 31   |      |      |      |

| April | April | April | April | April | April | April | April |
| Kw    | Mo    | Di    | Mi    | Do    | Fr    | Sa    | So    |
| ----- | ----- | ----- | ----- | ----- | ----- | ----- | ----- |
| 13    |       |       |       |       | 1     | 2     | 3     |
| 14    | 4     | 5     | 6     | 7     | 8     | 9     | 10    |
| 15    | 11    | 12    | 13    | 14    | 15    | 16    | 17    |
| 16    | 18    | 19    | 20    | 21    | 22    | 23    | 24    |
| 17    | 25    | 26    | 27    | 28    | 29    | 30    |       |

| Mai | Mai | Mai | Mai | Mai | Mai | Mai | Mai |
| Kw  | Mo  | Di  | Mi  | Do  | Fr  | Sa  | So  |
| --- | --- | --- | --- | --- | --- | --- | --- |
| 17  |     |     |     |     |     |     | 1   |
| 18  | 2   | 3   | 4   | 5   | 6   | 7   | 8   |
| 19  | 9   | 10  | 11  | 12  | 13  | 14  | 15  |
| 20  | 16  | 17  | 18  | 19  | 20  | 21  | 22  |
| 21  | 23  | 24  | 25  | 26  | 27  | 28  | 29  |
| 22  | 30  | 31  |     |     |     |     |     |

| Juni | Juni | Juni | Juni | Juni | Juni | Juni | Juni |
| Kw   | Mo   | Di   | Mi   | Do   | Fr   | Sa   | So   |
| ---- | ---- | ---- | ---- | ---- | ---- | ---- | ---- |
| 22   |      |      | 1    | 2    | 3    | 4    | 5    |
| 23   | 6    | 7    | 8    | 9    | 10   | 11   | 12   |
| 24   | 13   | 14   | 15   | 16   | 17   | 18   | 19   |
| 25   | 20   | 21   | 22   | 23   | 24   | 25   | 26   |
| 26   | 27   | 28   | 29   | 30   |      |      |      |

| Juli | Juli | Juli | Juli | Juli | Juli | Juli | Juli |
| Kw   | Mo   | Di   | Mi   | Do   | Fr   | Sa   | So   |
| ---- | ---- | ---- | ---- | ---- | ---- | ---- | ---- |
| 26   |      |      |      |      | 1    | 2    | 3    |
| 27   | 4    | 5    | 6    | 7    | 8    | 9    | 10   |
| 28   | 11   | 12   | 13   | 14   | 15   | 16   | 17   |
| 29   | 18   | 19   | 20   | 21   | 22   | 23   | 24   |
| 30   | 25   | 26   | 27   | 28   | 29   | 30   | 31   |

| August | August | August | August | August | August | August | August |
| Kw     | Mo     | Di     | Mi     | Do     | Fr     | Sa     | So     |
| ------ | ------ | ------ | ------ | ------ | ------ | ------ | ------ |
| 31     | 1      | 2      | 3      | 4      | 5      | 6      | 7      |
| 32     | 8      | 9      | 10     | 11     | 12     | 13     | 14     |
| 33     | 15     | 16     | 17     | 18     | 19     | 20     | 21     |
| 34     | 22     | 23     | 24     | 25     | 26     | 27     | 28     |
| 35     | 29     | 30     | 31     |        |        |        |        |

| September | September | September | September | September | September | September | September |
| Kw        | Mo        | Di        | Mi        | Do        | Fr        | Sa        | So        |
| --------- | --------- | --------- | --------- | --------- | --------- | --------- | --------- |
| 35        |           |           |           | 1         | 2         | 3         | 4         |
| 36        | 5         | 6         | 7         | 8         | 9         | 10        | 11        |
| 37        | 12        | 13        | 14        | 15        | 16        | 17        | 18        |
| 38        | 19        | 20        | 21        | 22        | 23        | 24        | 25        |
| 39        | 26        | 27        | 28        | 29        | 30        |           |           |

| Oktober | Oktober | Oktober | Oktober | Oktober | Oktober | Oktober | Oktober |
| Kw      | Mo      | Di      | Mi      | Do      | Fr      | Sa      | So      |
| ------- | ------- | ------- | ------- | ------- | ------- | ------- | ------- |
| 39      |         |         |         |         |         | 1       | 2       |
| 40      | 3       | 4       | 5       | 6       | 7       | 8       | 9       |
| 41      | 10      | 11      | 12      | 13      | 14      | 15      | 16      |
| 42      | 17      | 18      | 19      | 20      | 21      | 22      | 23      |
| 43      | 24      | 25      | 26      | 27      | 28      | 29      | 30      |
| 44      | 31      |         |         |         |         |         |         |

| November | November | November | November | November | November | November | November |
| Kw       | Mo       | Di       | Mi       | Do       | Fr       | Sa       | So       |
| -------- | -------- | -------- | -------- | -------- | -------- | -------- | -------- |
| 44       |          | 1        | 2        | 3        | 4        | 5        | 6        |
| 45       | 7        | 8        | 9        | 10       | 11       | 12       | 13       |
| 46       | 14       | 15       | 16       | 17       | 18       | 19       | 20       |
| 47       | 21       | 22       | 23       | 24       | 25       | 26       | 27       |
| 48       | 28       | 29       | 30       |          |          |          |          |

| Dezember | Dezember | Dezember | Dezember | Dezember | Dezember | Dezember | Dezember |
| Kw       | Mo       | Di       | Mi       | Do       | Fr       | Sa       | So       |
| -------- | -------- | -------- | -------- | -------- | -------- | -------- | -------- |
| 48       |          |          |          | 1        | 2        | 3        | 4        |
| 49       | 5        | 6        | 7        | 8        | 9        | 10       | 11       |
| 50       | 12       | 13       | 14       | 15       | 16       | 17       | 18       |
| 51       | 19       | 20       | 21       | 22       | 23       | 24       | 25       |
| 52       | 26       | 27       | 28       | 29       | 30       | 31       |          |

| Januar | Januar | Januar | Januar | Januar | Januar | Januar | Januar |
| Kw     | Mo     | Di     | Mi     | Do     | Fr     | Sa     | So     |
| ------ | ------ | ------ | ------ | ------ | ------ | ------ | ------ |
| 53     |        |        |        |        | 1      | 2      | 3      |
| 1      | 4      | 5      | 6      | 7      | 8      | 9      | 10     |
| 2      | 11     | 12     | 13     | 14     | 15     | 16     | 17     |
| 3      | 18     | 19     | 20     | 21     | 22     | 23     | 24     |
| 4      | 25     | 26     | 27     | 28     | 29     | 30     | 31     |

| Februar | Februar | Februar | Februar | Februar | Februar | Februar | Februar |
| Kw      | Mo      | Di      | Mi      | Do      | Fr      | Sa      | So      |
| ------- | ------- | ------- | ------- | ------- | ------- | ------- | ------- |
| 5       | 1       | 2       | 3       | 4       | 5       | 6       | 7       |
| 6       | 8       | 9       | 10      | 11      | 12      | 13      | 14      |
| 7       | 15      | 16      | 17      | 18      | 19      | 20      | 21      |
| 8       | 22      | 23      | 24      | 25      | 26      | 27      | 28      |
| 9       | 29      |         |         |         |         |         |         |

| März | März | März | März | März | März | März | März |
| Kw   | Mo   | Di   | Mi   | Do   | Fr   | Sa   | So   |
| ---- | ---- | ---- | ---- | ---- | ---- | ---- | ---- |
| 9    |      | 1    | 2    | 3    | 4    | 5    | 6    |
| 10   | 7    | 8    | 9    | 10   | 11   | 12   | 13   |
| 11   | 14   | 15   | 16   | 17   | 18   | 19   | 20   |
| 12   | 21   | 22   | 23   | 24   | 25   | 26   | 27   |
| 13   | 28   | 29   | 30   | 31   |      |      |      |

| April | April | April | April | April | April | April | April |
| Kw    | Mo    | Di    | Mi    | Do    | Fr    | Sa    | So    |
| ----- | ----- | ----- | ----- | ----- | ----- | ----- | ----- |
| 13    |       |       |       |       | 1     | 2     | 3     |
| 14    | 4     | 5     | 6     | 7     | 8     | 9     | 10    |
| 15    | 11    | 12    | 13    | 14    | 15    | 16    | 17    |
| 16    | 18    | 19    | 20    | 21    | 22    | 23    | 24    |
| 17    | 25    | 26    | 27    | 28    | 29    | 30    |       |

| Mai | Mai | Mai | Mai | Mai | Mai | Mai | Mai |
| Kw  | Mo  | Di  | Mi  | Do  | Fr  | Sa  | So  |
| --- | --- | --- | --- | --- | --- | --- | --- |
| 17  |     |     |     |     |     |     | 1   |
| 18  | 2   | 3   | 4   | 5   | 6   | 7   | 8   |
| 19  | 9   | 10  | 11  | 12  | 13  | 14  | 15  |
| 20  | 16  | 17  | 18  | 19  | 20  | 21  | 22  |
| 21  | 23  | 24  | 25  | 26  | 27  | 28  | 29  |
| 22  | 30  | 31  |     |     |     |     |     |

| Juni | Juni | Juni | Juni | Juni | Juni | Juni | Juni |
| Kw   | Mo   | Di   | Mi   | Do   | Fr   | Sa   | So   |
| ---- | ---- | ---- | ---- | ---- | ---- | ---- | ---- |
| 22   |      |      | 1    | 2    | 3    | 4    | 5    |
| 23   | 6    | 7    | 8    | 9    | 10   | 11   | 12   |
| 24   | 13   | 14   | 15   | 16   | 17   | 18   | 19   |
| 25   | 20   | 21   | 22   | 23   | 24   | 25   | 26   |
| 26   | 27   | 28   | 29   | 30   |      |      |      |

| Juli | Juli | Juli | Juli | Juli | Juli | Juli | Juli |
| Kw   | Mo   | Di   | Mi   | Do   | Fr   | Sa   | So   |
| ---- | ---- | ---- | ---- | ---- | ---- | ---- | ---- |
| 26   |      |      |      |      | 1    | 2    | 3    |
| 27   | 4    | 5    | 6    | 7    | 8    | 9    | 10   |
| 28   | 11   | 12   | 13   | 14   | 15   | 16   | 17   |
| 29   | 18   | 19   | 20   | 21   | 22   | 23   | 24   |
| 30   | 25   | 26   | 27   | 28   | 29   | 30   | 31   |

| August | August | August | August | August | August | August | August |
| Kw     | Mo     | Di     | Mi     | Do     | Fr     | Sa     | So     |
| ------ | ------ | ------ | ------ | ------ | ------ | ------ | ------ |
| 31     | 1      | 2      | 3      | 4      | 5      | 6      | 7      |
| 32     | 8      | 9      | 10     | 11     | 12     | 13     | 14     |
| 33     | 15     | 16     | 17     | 18     | 19     | 20     | 21     |
| 34     | 22     | 23     | 24     | 25     | 26     | 27     | 28     |
| 35     | 29     | 30     | 31     |        |        |        |        |

| September | September | September | September | September | September | September | September |
| Kw        | Mo        | Di        | Mi        | Do        | Fr        | Sa        | So        |
| --------- | --------- | --------- | --------- | --------- | --------- | --------- | --------- |
| 35        |           |           |           | 1         | 2         | 3         | 4         |
| 36        | 5         | 6         | 7         | 8         | 9         | 10        | 11        |
| 37        | 12        | 13        | 14        | 15        | 16        | 17        | 18        |
| 38        | 19        | 20        | 21        | 22        | 23        | 24        | 25        |
| 39        | 26        | 27        | 28        | 29        | 30        |           |           |

| Oktober | Oktober | Oktober | Oktober | Oktober | Oktober | Oktober | Oktober |
| Kw      | Mo      | Di      | Mi      | Do      | Fr      | Sa      | So      |
| ------- | ------- | ------- | ------- | ------- | ------- | ------- | ------- |
| 39      |         |         |         |         |         | 1       | 2       |
| 40      | 3       | 4       | 5       | 6       | 7       | 8       | 9       |
| 41      | 10      | 11      | 12      | 13      | 14      | 15      | 16      |
| 42      | 17      | 18      | 19      | 20      | 21      | 22      | 23      |
| 43      | 24      | 25      | 26      | 27      | 28      | 29      | 30      |
| 44      | 31      |         |         |         |         |         |         |

| November | November | November | November | November | November | November | November |
| Kw       | Mo       | Di       | Mi       | Do       | Fr       | Sa       | So       |
| -------- | -------- | -------- | -------- | -------- | -------- | -------- | -------- |
| 44       |          | 1        | 2        | 3        | 4        | 5        | 6        |
| 45       | 7        | 8        | 9        | 10       | 11       | 12       | 13       |
| 46       | 14       | 15       | 16       | 17       | 18       | 19       | 20       |
| 47       | 21       | 22       | 23       | 24       | 25       | 26       | 27       |
| 48       | 28       | 29       | 30       |          |          |          |          |

| Dezember | Dezember | Dezember | Dezember | Dezember | Dezember | Dezember | Dezember |
| Kw       | Mo       | Di       | Mi       | Do       | Fr       | Sa       | So       |
| -------- | -------- | -------- | -------- | -------- | -------- | -------- | -------- |
| 48       |          |          |          | 1        | 2        | 3        | 4        |
| 49       | 5        | 6        | 7        | 8        | 9        | 10       | 11       |
| 50       | 12       | 13       | 14       | 15       | 16       | 17       | 18       |
| 51       | 19       | 20       | 21       | 22       | 23       | 24       | 25       |
| 52       | 26       | 27       | 28       | 29       | 30       | 31       |          |

Das Jahr 1524 bringt erste Vorboten des Deutschen Bauernkrieges. Bauern in Stühlingen, Hegau und Baltringen verbünden sich und beraten über ihre Situation, und mit der Eroberung und Zerstörung der Kartause Ittingen kommt es zu ersten Kampfhandlungen. 

## Ereignisse

### Politik und Weltgeschehen

#### Deutscher Bauernkrieg

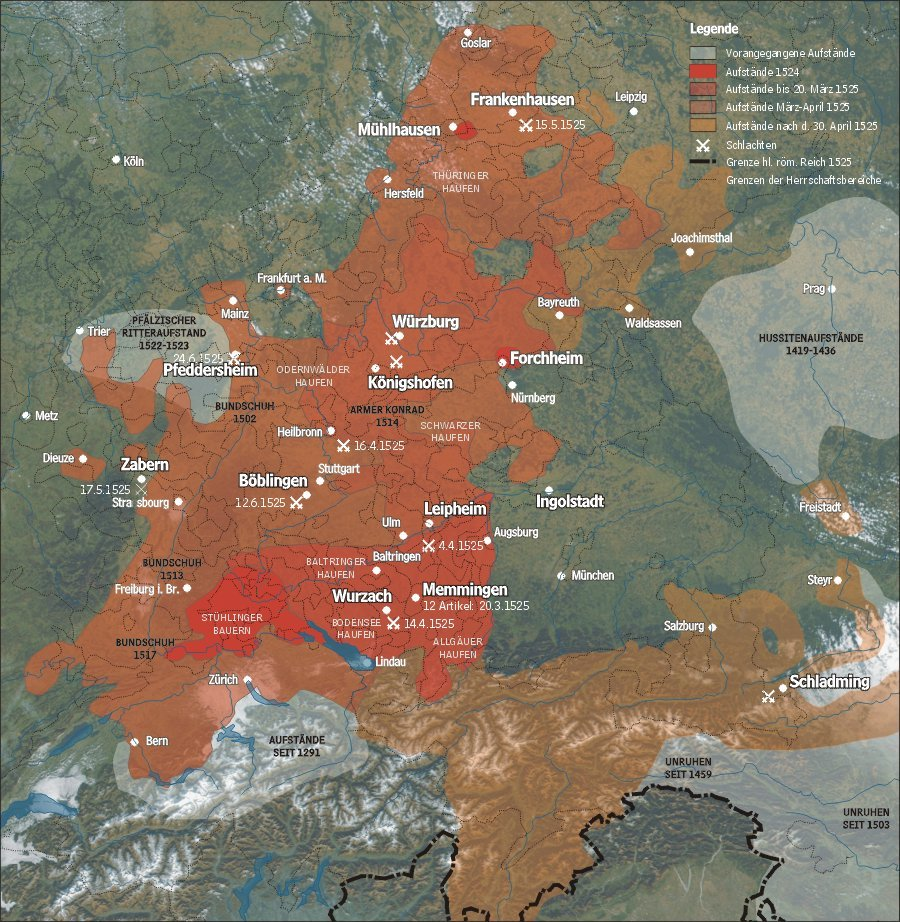
Schauplätze des Deutschen Bauernkrieges

- 23. Juni: Bei Stühlingen in der Landgrafschaft Klettgau bilden Bauern ein Fähnlein und wählen Hans Müller von Bulgenbach zu ihrem Anführer. Ihr Zug nach Waldshut zu Balthasar Hubmaier gilt als erste Erhebung des Deutschen Bauernkriegs.
- 18. Juli: Der Ittingersturm mit der Zerstörung der Kartause Ittingen in der Alten Eidgenossenschaft ist ein Vorbote der Bauernunruhen im Heiligen Römischen Reich.
- 2. Oktober: Die Bauern im westlichen Hegau verbünden sich und ziehen in den Tagen darauf durchs Land. Verbreitete Unzufriedenheit auch in anderen Regionen führt zum Entstehen des  Bauernkriegs, der in den nächsten Monaten weite Teile Süd- und Mitteldeutschlands erfasst.
- Nach Darstellung einer Zeitzeugin sitzen am Heiligabend erstmals Bauern in einem Wirtshaus in Baltringen beisammen und beraten, „wie sie ire Sachen wellent anfahen“. Von da an kommt es regelmäßig zu Treffen des Baltringer Haufens.

#### Weitere Ereignisse im Reich
- 4. April: Der Bundstag beschließt die ersten, 18 Punkte umfassenden Ilanzer Artikel, die eine völlige Neuordnung des Landesrechts des Freistaats der Drei Bünde bedeuten und die Geschichte Graubündens maßgeblich prägen. Sie fordern eine Präsenz des Bischofs am Hof in Chur und der Ortsgeistlichen in ihren Pfarreien. Außerdem obliegt nun die Pfarrwahl den Gemeinden. Das Kirchenrecht wird aus allen weltlichen Belangen herausgenommen.
- 13. Juli: Radikale Reformation: Thomas Müntzer hält seine Fürstenpredigt vor Kurfürst Johann von Sachsen und dessen Sohn Johann Friedrich, in der er soziale Missstände anprangert und die Einführung der Reformation fordert.

#### Skandinavien
- Ein Jahr nach der Absetzung Christians II. und der Wahl seines Onkels Friedrich I. zum König von Dänemark wird Friedrich auch König von Norwegen. Die Krönung erfolgt am 7. August in der Kathedrale von Kopenhagen. Damit ist die Personalunion Dänemark-Norwegen wiederhergestellt, die bis 1814 Bestand haben wird.
- 1. September: Zum Abschluss des Schwedischen Befreiungskriegs tritt Schweden unter seinem neuen König Gustav I. Wasa mit dem Vertrag von Malmö formell aus der Kalmarer Union aus, die bereits im Vorjahr de facto zu existieren aufgehört hat.

#### Italienische Kriege

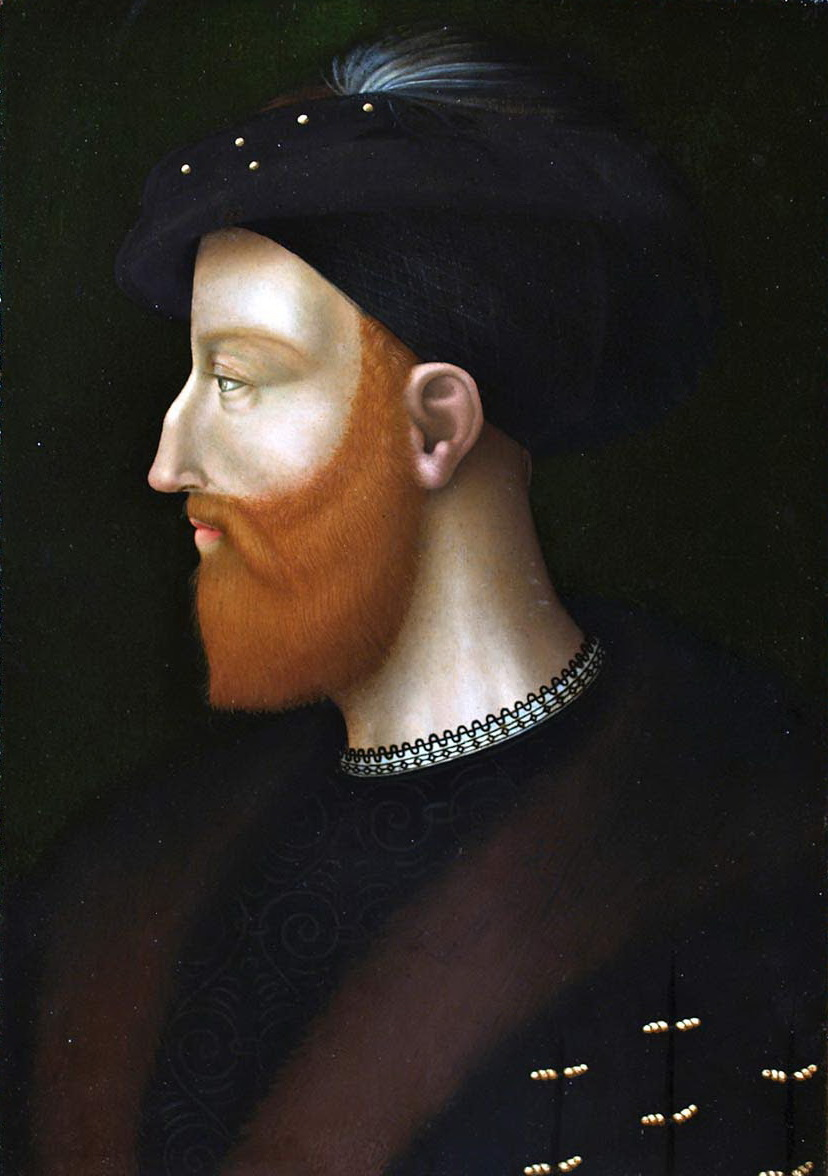
Fernando Francesco d’Avalos

Im Zug der Italienischen Kriege schließt der französische König Franz I. ein Bündnis mit dem Kirchenstaat unter dem neuen Papst Clemens VII., der sich von einer habsburgischen Umklammerung bedroht sieht. Franz zieht über die Alpen, erobert Mailand und beginnt mit seinem Heer am 28. Oktober die Belagerung der Stadt Pavia. Zum Entsatz der Stadt entsendet Kaiser Karl V. ein Heer unter Fernando Francesco d’Avalos di Pescara.

#### Amerika

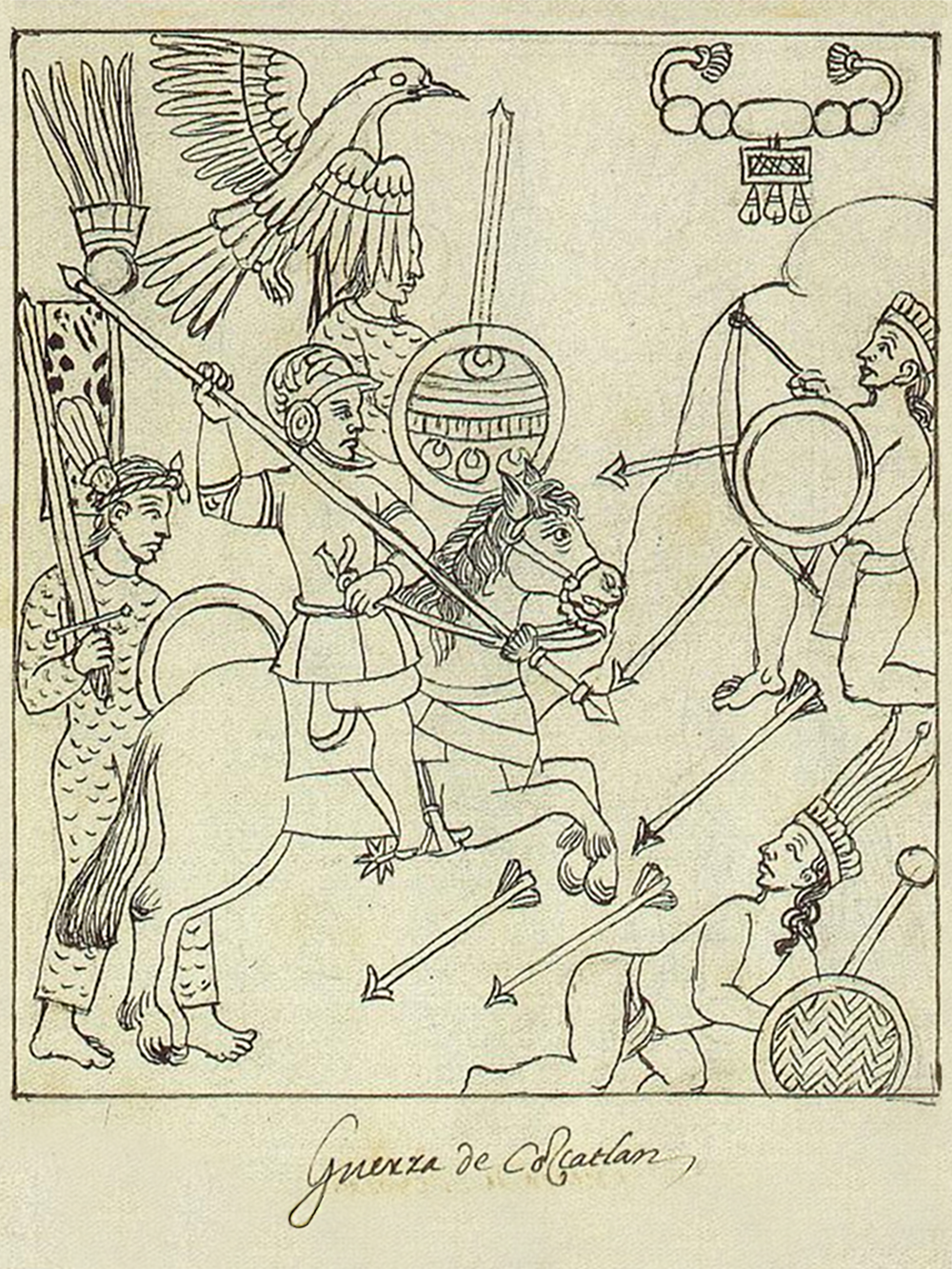
Zeitgenössische Darstellung Alvarados (entstanden 1524)

- Anfang des Jahres: Spanische Eroberung Mexikos: Pedro de Alvarado erobert im Auftrag von Hernán Cortés die Reiche der Quiché und Cakchiquel im heutigen Guatemala. Zur selben Zeit geht Cortés gegen seinen Rivalen Cristóbal de Olid vor, der in Honduras eine unabhängige Herrschaft zu errichten sucht, aber von Cortés’ Truppen besiegt wird.
- 20. Februar: Tecun Uman, der letzte König des zu den Maya gehörenden Quiché-Volkes, wird von Pedro de Alvarado erschlagen.
- Nachdem er am 1. März in der Nähe von Cape Fear den nordamerikanischen Kontinent erreicht hat, wendet sich der in französischem Auftrag segelnde Italiener Giovanni da Verrazzano Richtung Norden und entdeckt als erster Europäer die heutige New York Bay, die Insel Manhattan und den Hudson River.

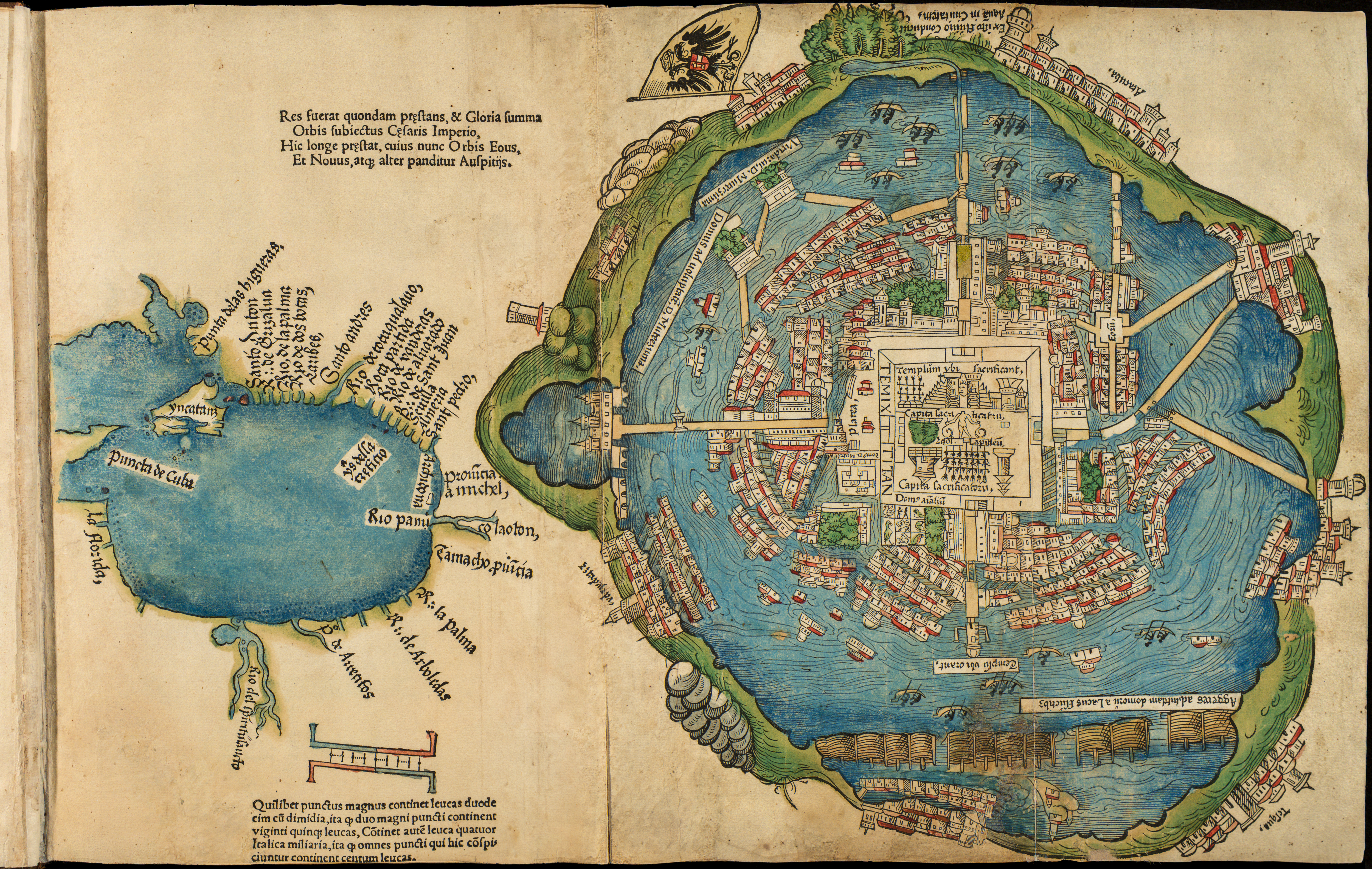
Karte von Tenochtitlan und dem Golf von Mexiko 1524

- 20. März: Hernán Cortés erlässt nach der Eroberung Mexikos als Generalkapitän die Ordenanzas de buen gobierno para los vecinos y moradores de la Nueva España („Verordnungen für gute Regierung für die Bewohner von Neuspanien“). Darin führt er die Encomienda für die indigene Bevölkerung ein: Sie wird den spanischen Siedlern zur Zwangsarbeit zugeteilt, die im Gegenzug beauftragt werden, sie zu beschützen und zu christianisieren. Auf den Antillen hat das System verheerende Auswirkungen gezeitigt, da es die indigene Bevölkerung ungeschützt der Ausbeutung durch die Spanier auslieferte und durch den damit einhergehenden engeren Kontakt auch die Verbreitung von Infektionskrankheiten beförderte. Cortés hat sich daher in einem Brief an König Karl I. gegen die Ausweitung des Encomienda-Systems auch auf das amerikanische Festland ausgesprochen. Unter dem Druck der Teilnehmer seines Feldzugs, die die Früchte ihrer Mühen ernten wollen, und aus Sorge, dass sie andernfalls das Land verlassen würden, gibt er aber nach. Allerdings dürfen die Indigenen gemäß seinen Anordnungen nur in der Landwirtschaft beschäftigt werden, also keineswegs im Bergbau, und er legt Arbeitszeiten und Entlohnungen fest. Zudem bestimmt er, dass jeder Encomendero sich entsprechend der Zahl der Indigenen, die ihm zugeteilt worden sind, zu bewaffnen und drei Mal im Jahr zum Appell beim zuständigen Alcalde einzufinden habe. Verstöße werden mit Geldstrafen oder dem Entzug der Zwangsarbeiter geahndet. Auch müssen die Encomenderos mindestens acht Jahre an ihrem Wohnort bleiben und dürfen nicht zur Eroberung neuer, vielleicht noch profitabler Territorien aufbrechen. Auf diese Weise schafft Cortés eine Miliz, die gelegentliche indigene Aufstände niederschlägt und die spanische Macht in Zentralamerika auch ohne ein reguläres stehendes Heer sichert. Am spanischen Hof steht man diesem Vorgehen skeptisch gegenüber. Unter dem Eindruck der Kampagne des Dominikanermönchs Bartolomé de Las Casas verbietet Karl I. Cortés weitere Zuteilungen von Indigenen an spanische Siedler, was der Generalkapitän jedoch einfach ignoriert.
- 8. Dezember: Der Konquistador Francisco Hernández de Córdoba gründet die Stadt Granada im heutigen Nicaragua. Im gleichen Jahr gründet er auch León, das heutige León Viejo.

#### Entdeckungsreisen

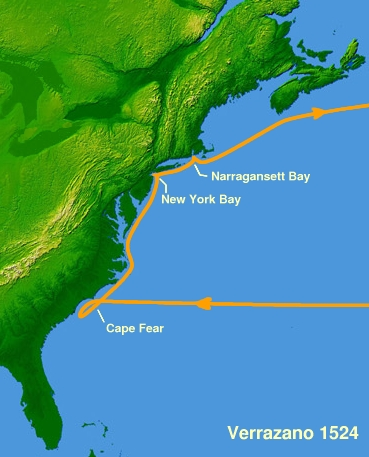
Route der Entdeckungsreise 1524

Giovanni da Verrazzano wird von König Franz I. von Frankreich ausgesandt, um in der Region zwischen Florida und Neufundland nach einer Route in Richtung Pazifik zu suchen. Er erreicht den amerikanischen Kontinent am 1. März in der Nähe von Cape Fear, heute im Bundesstaat North Carolina gelegen. Von hier aus segelt er weiter in Richtung Norden, zunächst entlang der Outer Banks. Hier glaubt er, mit dem heutigen Pamlico Sound eine Verbindung zum Pazifischen Ozean gefunden zu haben. Während seiner Reise geht er häufig an Land und suchte den Kontakt zu Indianern. Obwohl er die Mündung der später Chesapeake Bay genannten Bucht passiert, erforscht er sie nicht und vermerkt auch nicht ihre Existenz. Seinen Aufzeichnungen zufolge segelt er daraufhin entlang der Küste des späteren New Jersey in Richtung Lower New York Bay. Er ankert in der heute als The Narrows bezeichneten Wasserstraße zwischen Long Island und Staten Island. Er entdeckt auch die Upper New York Bay zwischen Staten Island und Manhattan sowie den später so genannten Hudson River. Von der Bucht von New York aus segelt Verrazzano weiter entlang der Küste von Long Island, entdeckt Block Island und Narragansett Bay im heutigen Rhode Island. Er fährt weiter entlang der Küste, gelangt schließlich nach Maine und streift auch die Küste von Neuschottland, um via Neufundland nach Frankreich zurückzukehren.

#### Asien

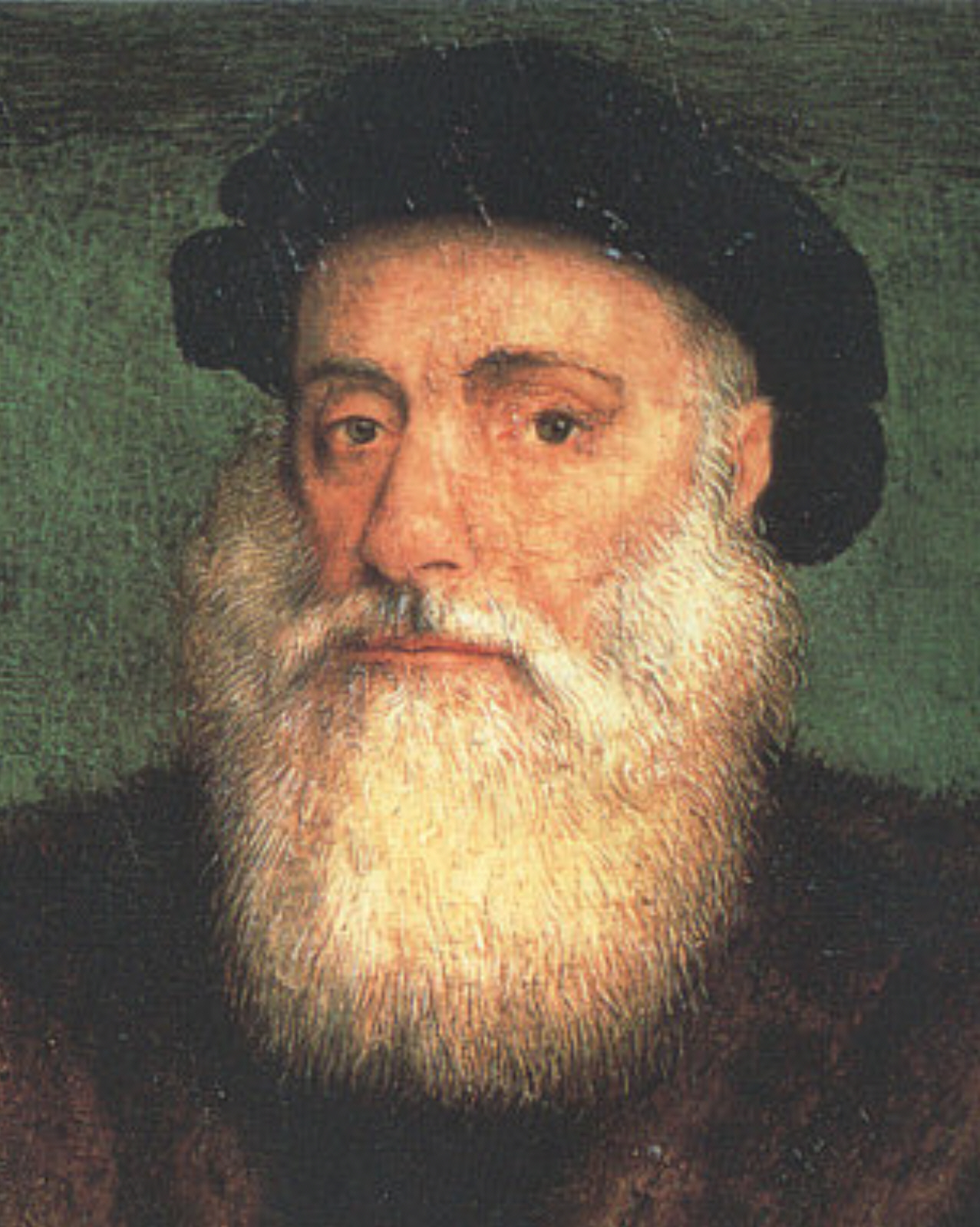
Vasco da Gama, Porträt von Gregorio Lopes (um 1524)

Vasco da Gama wird zum Vizekönig von Indien ernannt. Am 5. April verlässt er mit einer 17. Schiffe umfassenden Flotte in Begleitung seiner Söhne Estêvão und Paulo Lissabon. Er lässt seinen Vorgänger Duarte de Meneses wegen Käuflichkeit verhaften und nach Portugal zurückbringen. Nach seiner Ankunft beginnt da Gama eine Reihe von Maßnahmen zur Reorganisation der Zivilverwaltung und der Militärstruktur einzuleiten. So werden fast alle Befehlshaber der portugiesischen Befestigungen in Asien ausgetauscht und die regelmäßige Bezahlung der Soldaten durchgesetzt. Doch schon am Weihnachtsabend stirbt da Gama in Kochi an einer Infektion. Zu seinem Nachfolger wird Henrique de Menezes ernannt.
- 23. Mai: Tahmasp I. wird nach dem Tod seines Vaters Ismail I. im Alter von zehn Jahren zweiter Schah der Safawiden-Dynastie im Iran. Die Kizilbasch übernehmen die Kontrolle im Staat.

#### Afrika
- Abu l-Abbas Ahmad tritt die Nachfolge seines verstorbenen Vaters Abdallah Muhammad als Sultan der Wattasiden in Marokko an. Wie sein Vater ist er ein schwacher Herrscher unter dem wachsenden Einfluss der Portugiesen im Land. Allerdings kann unter der Regentschaft seines Onkels Bu Hassun der Aufstieg der Saadier in Südmarokko kurzfristig aufgehalten werden, obwohl diesen die Eroberung Marakeschs gelingt.

### Wirtschaft
- 10. November: In Esslingen am Neckar wird die Esslinger Reichsmünzordnung, die erste regelrechte allgemeine deutsche Reichsmünzordnung, erlassen. Von dieser Münzordnung hat lediglich die Einführung der Kölner Mark = 233,855 g als Münzgrundgewicht bleibenden Bestand.

### Wissenschaft und Technik
- 21. Dezember: Der Reformator Friedrich Myconius gründet die Lateinschule (das spätere Gymnasium Illustre und heutige Gymnasium Ernestinum) in Gotha, nachdem Martin Luther für eine allgemeine Schulpflicht für Kinder plädiert hat.

### Kultur

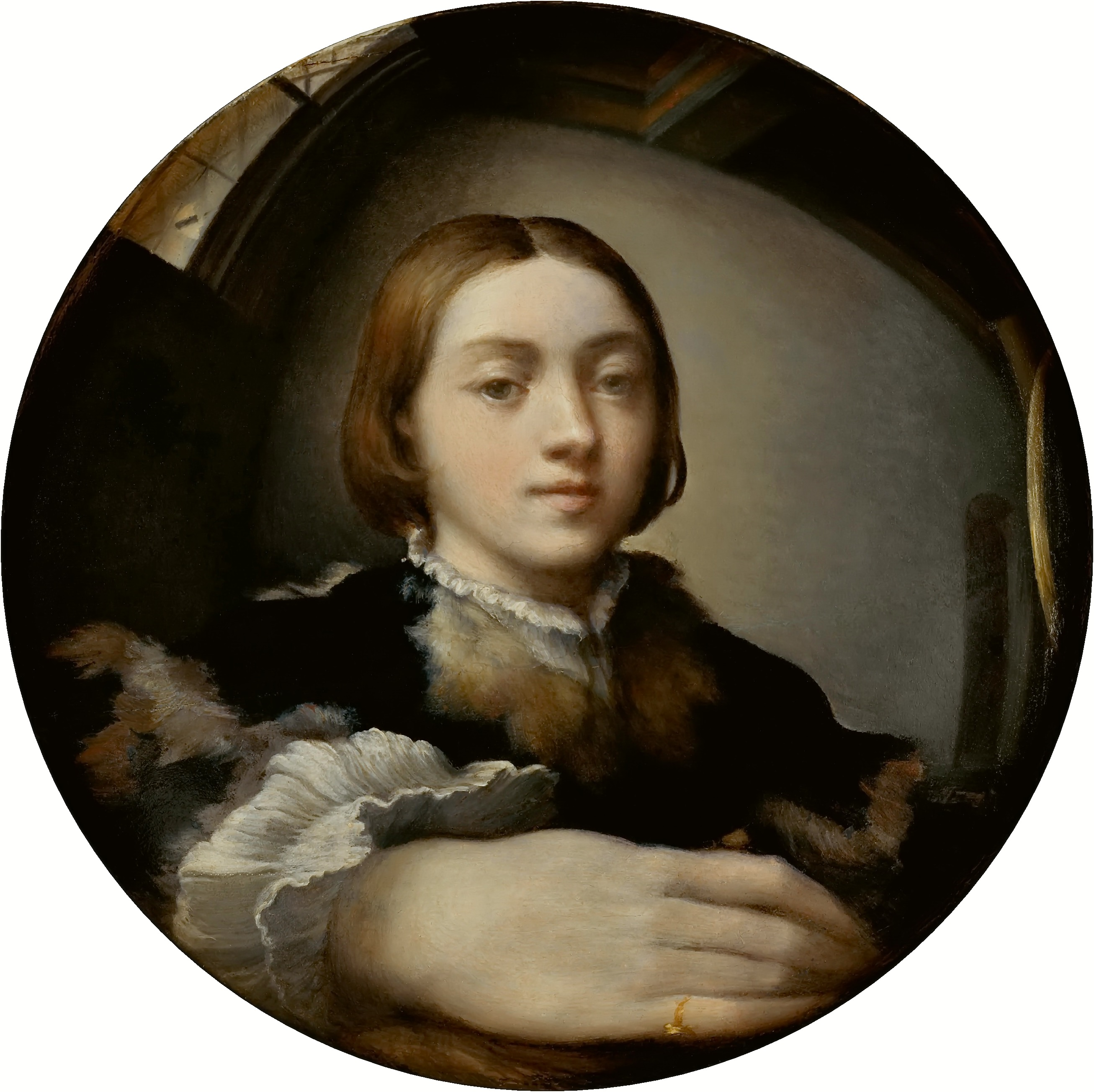
Selbstporträt im konvexen Spiegel

Parmigianino malt im Alter von 21 Jahren das Selbstporträt im konvexen Spiegel als eines seiner ersten Werke. Das kreisförmige Gemälde ist in Öl auf gewölbtem Pappelholz gemalt. Parmigianino überreicht das Bild nach seiner Fertigstellung dem damaligen Papst Clemens VII. als Geschenk und verschafft sich dadurch Aufmerksamkeit, um weitere Arbeiten in dessen Dienst zu bekommen und sich somit in seiner Gunst zu wissen.

### Religion

#### Reformation und Gegenreformation
- 9. Oktober: Martin Luther gibt sein Dasein als Mönch der Augustinereremiten auf.
- 10. Dezember: Der von Dominikaner-Mönchen überfallene protestantische Prediger Heinrich von Zütphen wird nach schweren Misshandlungen in Heide in Holstein getötet.
- Erasmus von Rotterdam verfasst auf Drängen des Papstes die polemische Streitschrift De libero arbitrio gegen Martin Luther und seine Lehren, insbesondere die Rechtfertigungslehre und die Prädestinationslehre.

#### Täufertum
- 9./26. März: Klaus Hottinger wird wegen „Aufruhrs“ in Luzern durch das Schwert hingerichtet. Er gilt als erster Märtyrer der Täuferbewegung.

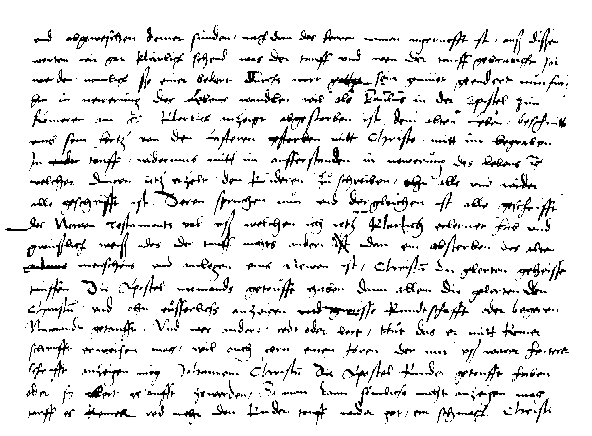
Felix Mantz: Protestation und Schutzschrift an den Rat von Zürich (1524/25)

- In einigen Landgemeinden in Zürich wird von den Täufern im Frühjahr offen zur Verweigerung der Säuglingstaufe aufgerufen. Der Rat der Stadt Zürich erlässt daraufhin am 11. August einen Befehl, alle Kinder taufen zu lassen. Dieser Anordnung widersetzt sich der Kreis um Felix Manz und Konrad Grebel. Der Tauffrage kam nun eine zentrale Stellung in der Auseinandersetzung mit Ulrich Zwingli zu. Man nimmt brieflichen Kontakt mit anderen radikalen Reformatoren wie Karlstadt und Thomas Müntzer auf. Ende 1524 wird mit den sogenannten beiden Dienstagsgesprächen zwischen Zwingli und dem Kreis um Grebel und Manz ein weiterer Verständigungsversuch unternommen. Die Gespräche verlaufen aber ergebnislos, sodass Felix Mantz Ende 1524/Anfang 1525 die Protestation und Schutzschrift, ein Verteidigungsschreiben an den Stadtrat verfasst. Mantz wehrt sich gegen den Vorwurf des Aufruhrs und fordert eine schriftliche Auseinandersetzung mit Zwingli, in der die Kindertaufe auf ihre biblische Begründung überprüft werden solle.

#### Gesangbücher und geistliche Lieder
- Das um die Jahreswende komponierte Kirchenlied Aus tiefer Not schrei ich zu dir von Martin Luther erscheint im Druck.

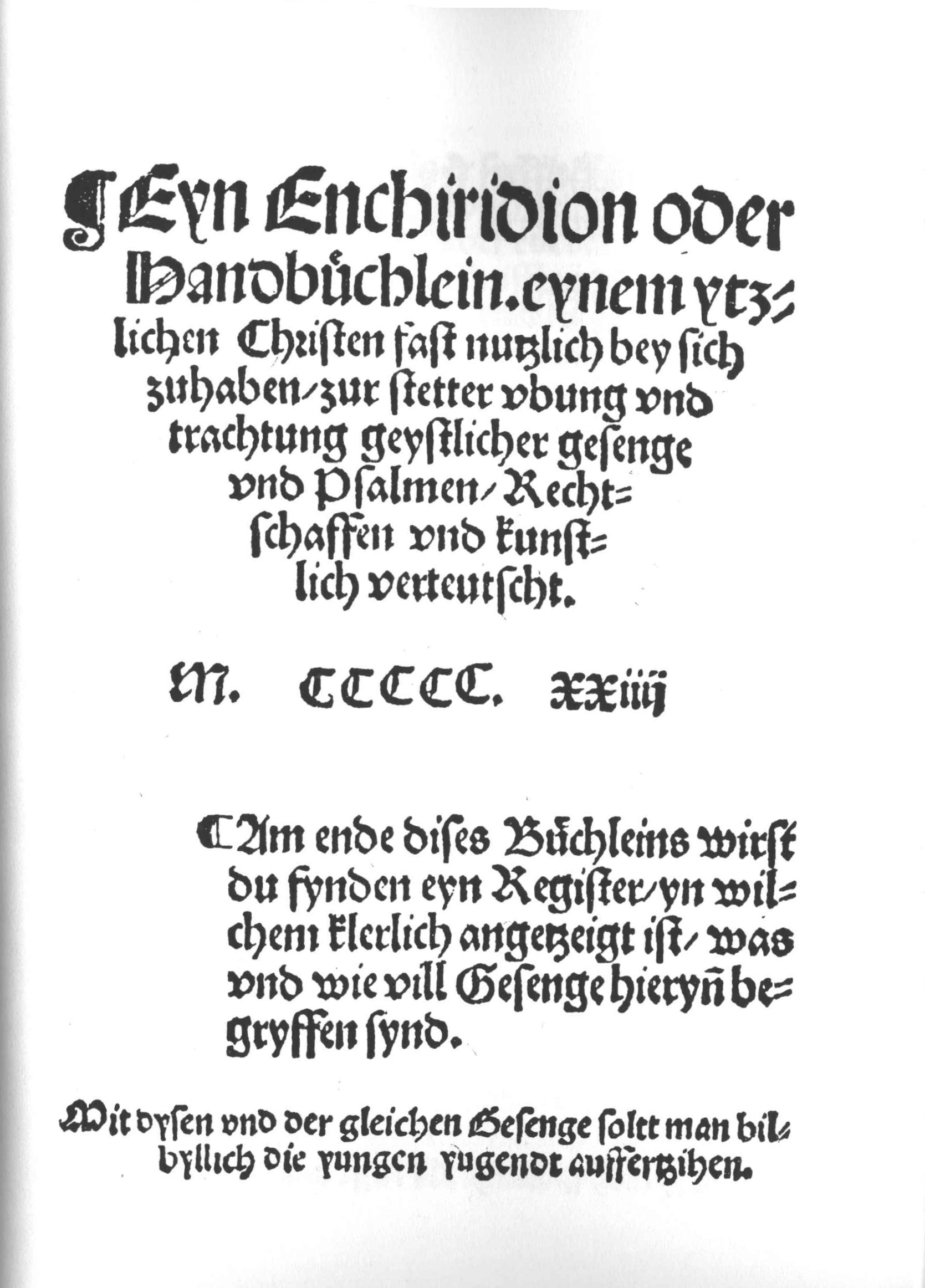
Titelblatt der Ausgabe von Loersfeld

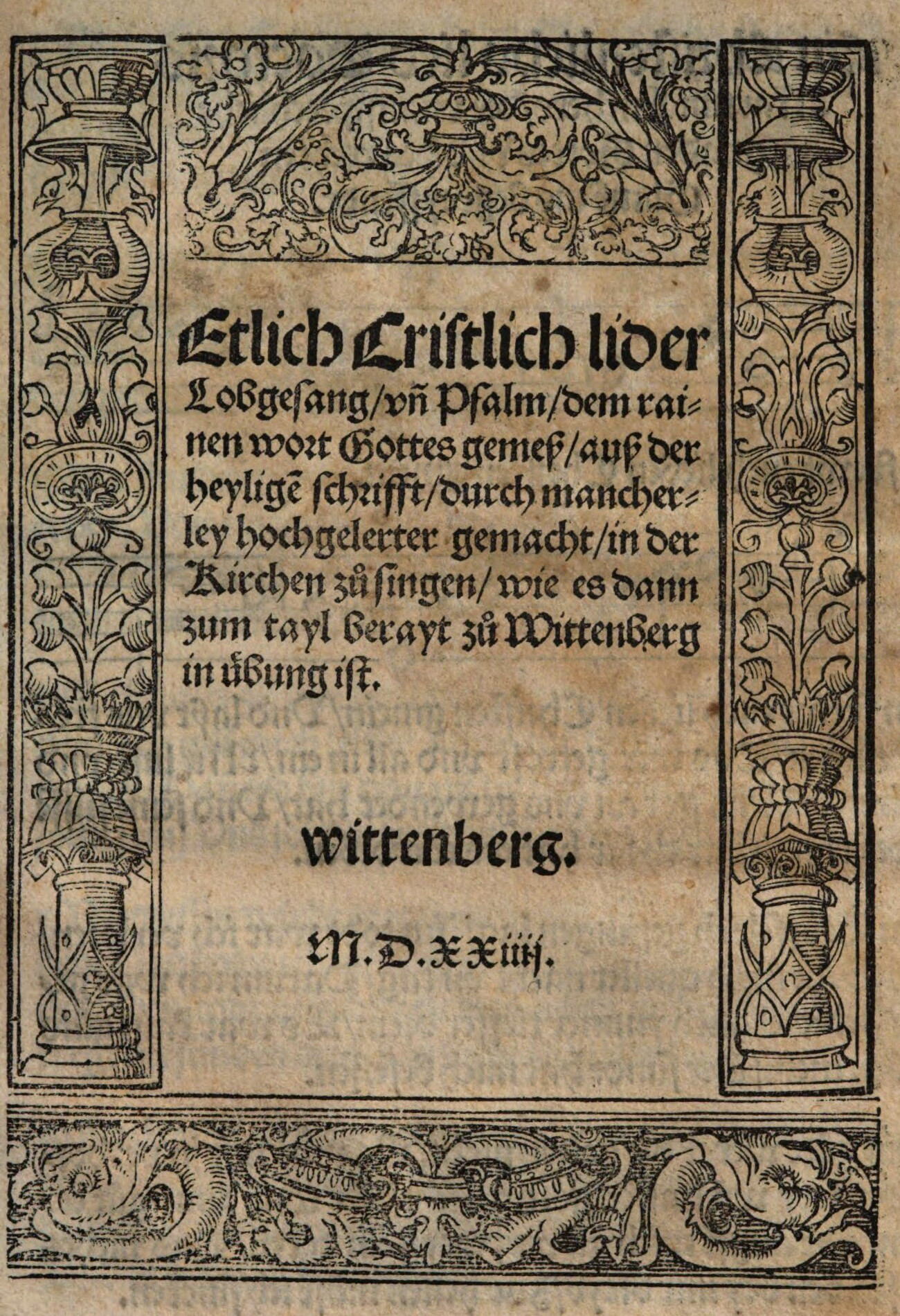
Titelblatt des Achtliederbuchs

- In zwei konkurrierenden Ausgaben von Johannes Loersfeld beziehungsweise Matthes Maler erscheint in Erfurt das Erfurter Enchiridion, eines der ersten protestantischen Gesangbücher. Im gleichen Jahr erscheinen in Nürnberg das Achtliederbuch mit acht Liedern von Martin Luther und in Wittenberg Eyn geystlich Gesangk Buchleyn von Johann Walter mit einem Vorwort und mehreren Kompositionen von Martin Luther.
- Martin Luther verfasst die Osterlieder Jesus Christus, unser Heiland, der den Tod überwand und Christ lag in Todesbanden sowie die Weihnachtslieder Christum wir sollen loben schon und Gelobet seist du, Jesu Christ.
- Martin Luthers Lieder Ein neues Lied wir heben an und Es wollt uns Gott genädig sein erscheinen im Druck.
- Martin Luther dichtet drei weitere Strophen zum aus dem 13. Jahrhundert stammenden Kirchenlied Nun bitten wir den Heiligen Geist.
- Elisabeth Cruciger verfasst den Text zum Choral Herr Christ, der einig Gotts Sohn.

### Katastrophen
- Ein Expeditionsgeschwader unter Lucas Vázquez de Ayllón segelt von Spanien kommend in die Gewässer vor Florida. Eine Karavelle geht dabei vor Kap St. Helen verloren. Alle Überlebenden werden von Ureinwohnern massakriert.
- Die von Astrologen aufgrund einer seltenen Konstellation der Wandelgestirne für Anfang März prophezeite Sintflut verursacht zwar in weiten Teilen der Bevölkerung große Unruhe, findet aber nicht statt.[1]

## Historische Karten und Ansichten

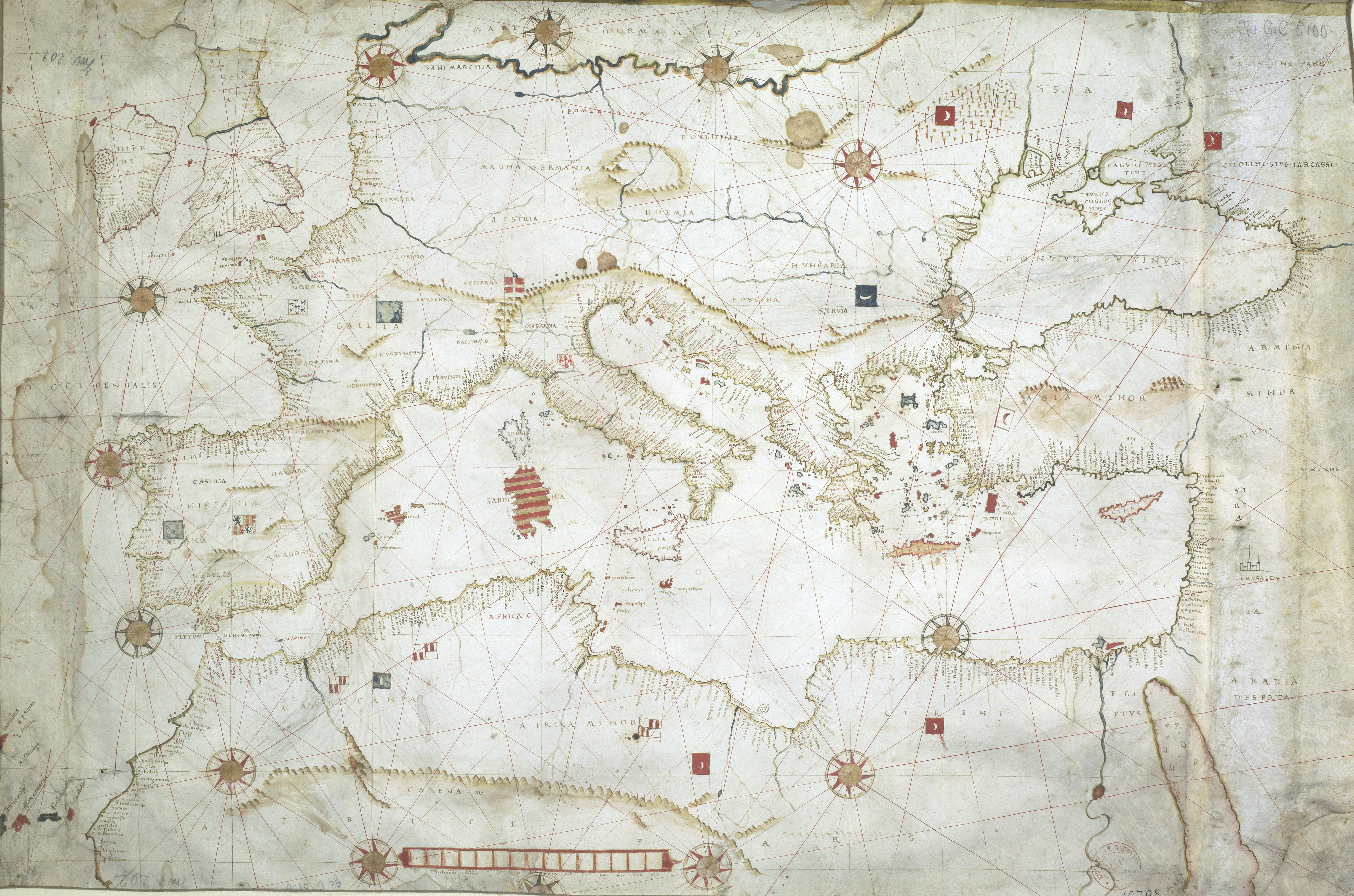
Portolankarte Hieronymus Verrazanos von Europa

## Geboren

### Geburtsdatum gesichert
- 24. Januar: Johann Latomus, deutscher Kanoniker und Chronist († 1598)
- 10. Februar: Albrecht Giese, Danziger Ratsherr und Diplomat († 1580)
- 17. Februar: Charles de Lorraine-Guise, französischer Kardinal und Diplomat († 1574)
- 28. März: Abdias Prätorius, deutscher lutherischer Theologe und Reformator († 1573)
- 29. März: Johann Ludwig von Nassau-Saarbrücken, Domherr in Köln, Trier und Straßburg († 1542)
- 30. Mai: Selim II., Sultan des Osmanischen Reiches († 1574)
- 23. Juni: Johann Stössel, deutscher evangelischer Theologe und Reformator († 1576)
- 15. August: Michael Teuber, deutscher Rechtsgelehrter († 1586)
- 23. August: François Hotman, französischer Rechtsgelehrter, Philologe und calvinistischer Theologe († 1590)
- 29. August: Johann IX. von Haugwitz, Bischof von Meißen († 1595)
- 06. September: Pierre de Ronsard, französischer Autor († 1585)
- 07. September: Thomas Erastus, Schweizer Theologe († 1583)
- 09. Oktober: Ottavio Farnese, Herzog von Parma und Piacenza († 1586)
- 14. Oktober: Elisabeth von Dänemark und Norwegen, Herzogin von Mecklenburg († 1586)
- 16. Oktober: Nicolas de Lorraine, Herzog von Mercoeur († 1577)
- 17. Oktober: Adolf Occo, deutscher Mediziner († 1606)
- 19. Oktober: Thomas Tusser, englischer Dichter und Verfasser landwirtschaftlicher Arbeiten († 1580)
- 19. Dezember: Johannes Vischer, deutscher Mediziner und Hochschullehrer († 1587)

### Genaues Geburtsdatum unbekannt
- Andrea Calamech, italienischer Bildhauer und Architekt der Renaissance († 1589)
- Diego de Estella, spanischer Theologe und Mystiker († 1578)
- Paolo Farinato, italienischer Maler und Architekt († 1606)

### Geboren um 1524
- Josias Marcus, deutscher Rechtswissenschaftler und Beamter († 1599)
- Mikołaj z Wilkowiecka, polnischer Paulinerabt und Autor († 1601)
- 1524 oder 1525: Luís de Camões, portugiesischer Nationaldichter († 1579 oder 1580)

## Gestorben

### Erstes Halbjahr

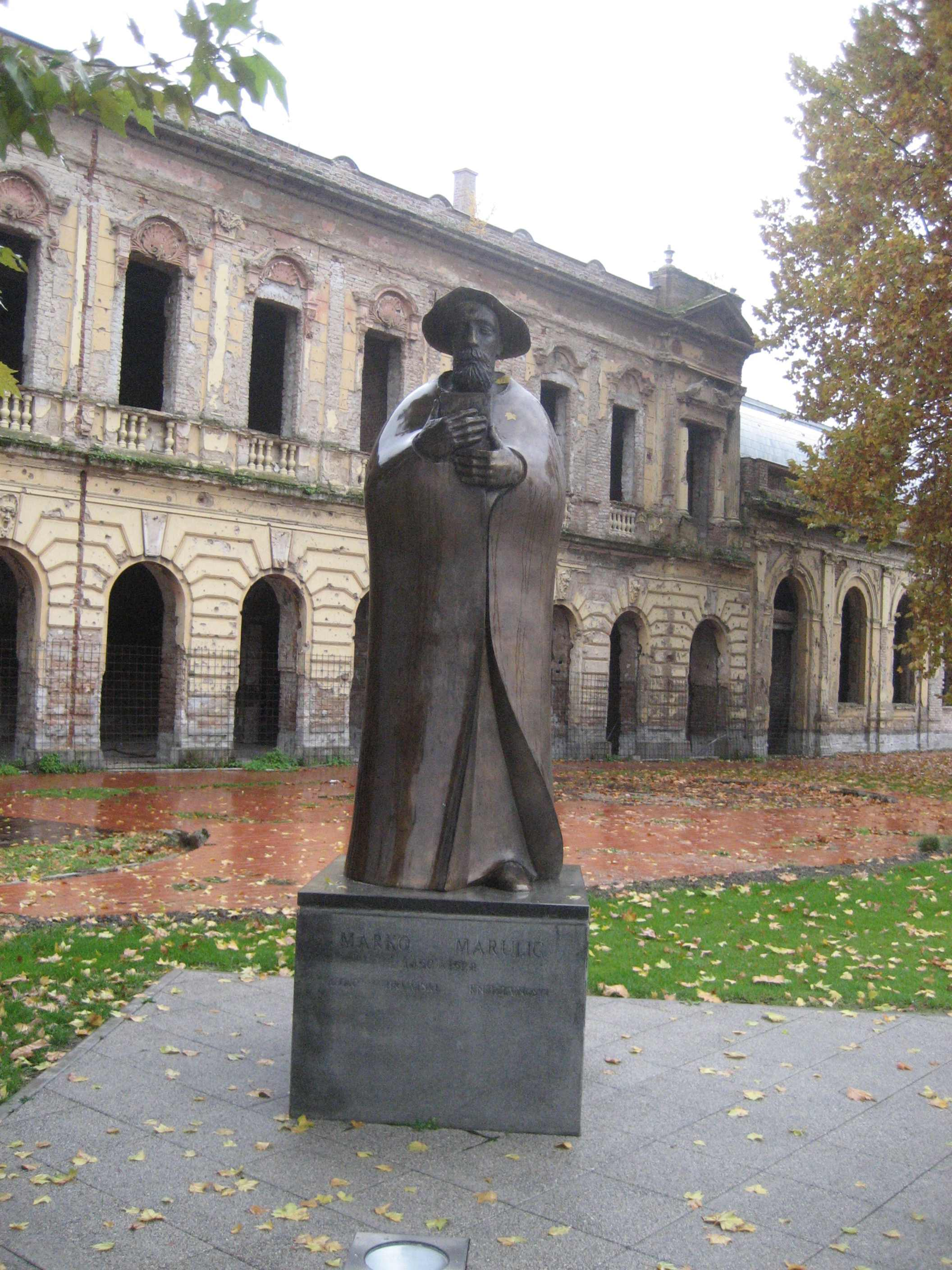
Marko-Marulić-Denkmal in Vukovar

- 05. Januar: Marko Marulić, kroatischer Dichter und europäischer Humanist (* 1450)
- 16. Januar: Alexander Gordon, 3. Earl of Huntly, schottischer Adeliger (* vor 1464)

- 10. Februar: Katharina von Sachsen, Erzherzogin von Österreich und Regentin von Tirol (* 1468)
- 11. Februar: Isabella von Aragón, Herzogin von Mailand, Herzogin von Bari und Fürstin von Rossano (* 1470)
- 20. Februar: Tecun Uman, letzter König des zu den Maya gehörenden Quiché-Volkes (* um 1500)

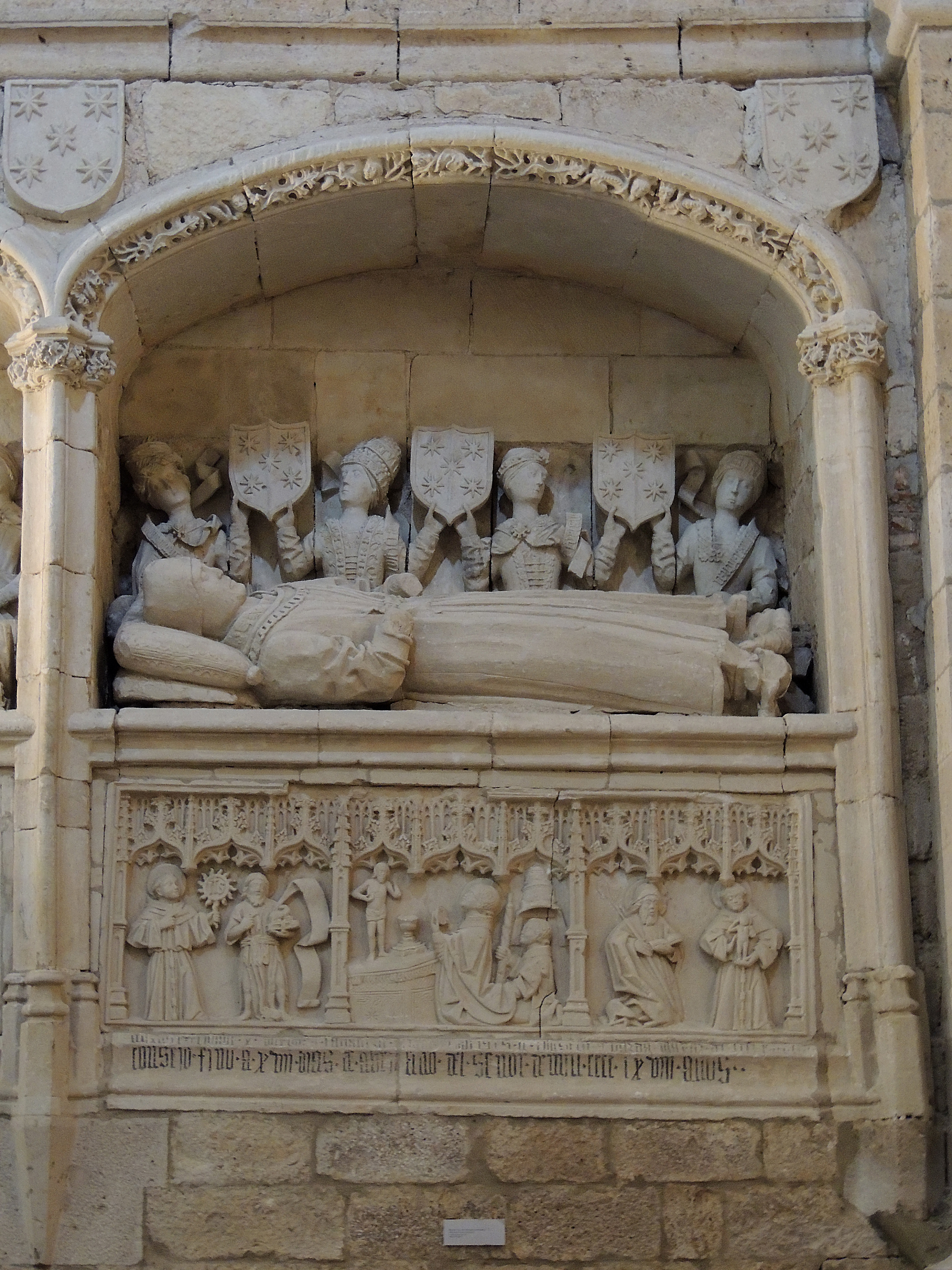
Kenotaph Fonsecas in der Kollegiatkirche von Toro

- 04. März: Juan Rodríguez de Fonseca, spanischer Staatsmann und Bischof (* 1451)
- 07. März: Ulrich II. von Ortenburg, niederbayrischer Reichsgraf
- 23. März: Giulia Farnese, italienische Adelige, Mätresse Papst Alexanders VI. und Schwester Papst Pauls III. (* 1474)
- 28. März: Elisabeth von Brandenburg, Herzogin von Württemberg (* 1451)

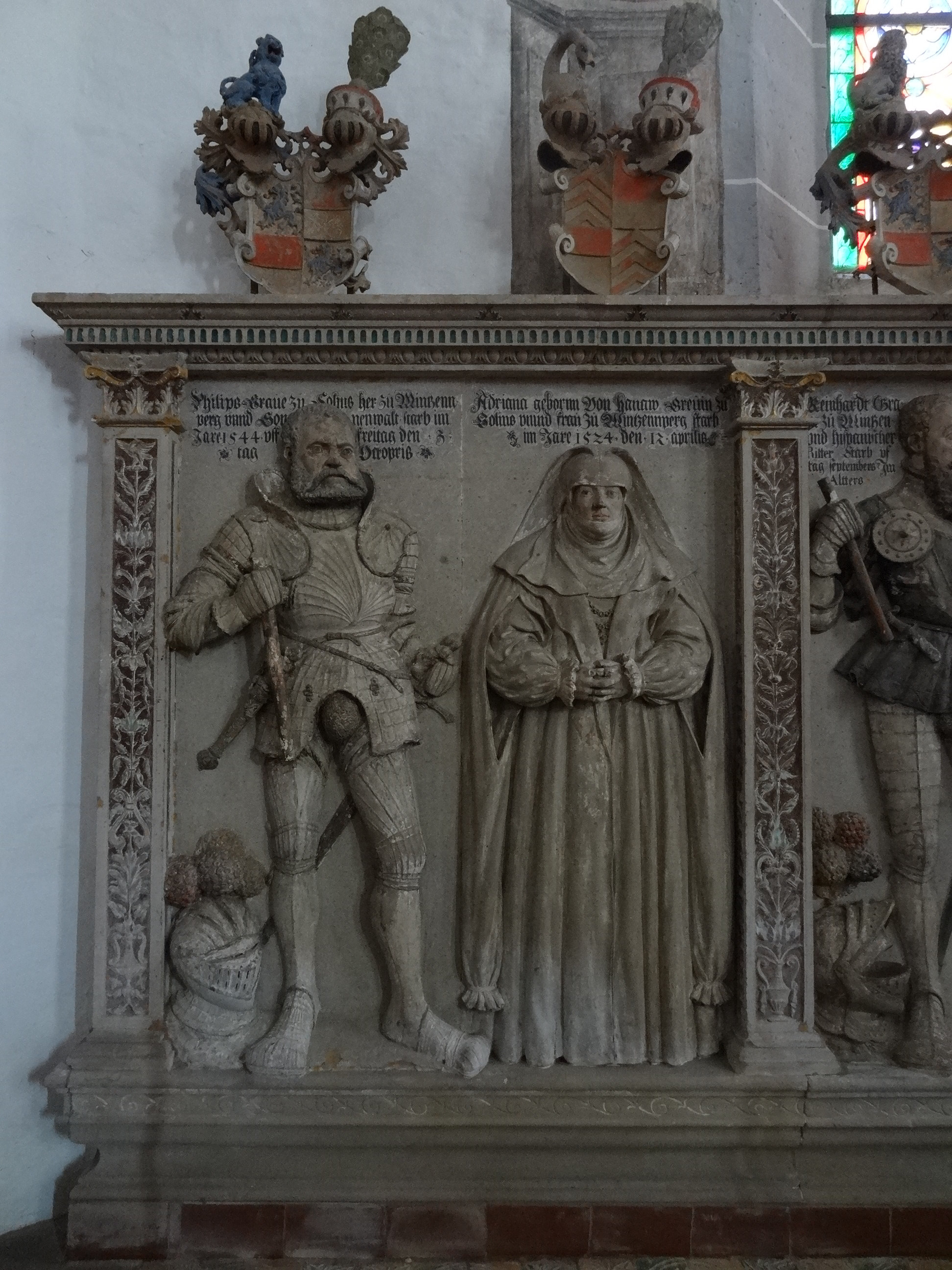
Adriana von Hanau auf einem Epitaph in der Marienstiftskirche in Lich

- 12. April: Adriana von Hanau, Gräfin von Solms zu Lich (* 1470)
- 19. April: Petrus Mosellanus, deutscher Philologe, Theologe und Kirchenlehrer (* 1493)
- 27. April: Anton Tucher, deutscher Kaufmann und Mäzen (* 1458)
- 30. April: Pierre du Terrail, französischer Feldherr (* um 1476)

- 21. Mai: Thomas Howard, 2. Duke of Norfolk, englischer Feldherr und Höfling (* 1443)
- 23. Mai: Ismail I., Schah von Persien, Begründer der Safawiden-Dynastie (* 1487)
- 31. Mai: Camilla Battista Varano, italienische Klarissin und Mystikerin, katholische Heilige (* 1458)

- 15. Juni: Niccolò Fieschi, Erzbischof von Ravenna (* um 1456)
- 19. Juni: Niccolò Leoniceno, italienischer Arzt, Medizinschriftsteller, Philosoph, Grammatiker und Humanist (* 1428)
- 23. Juni: Anna von Dorsweiler-Criechingen, Äbtissin im Stift Nottuln
- 29. Juni: Jasper Linde, Erzbischof von Riga (* vor 1491)

### Zweites Halbjahr
- 06. Juli: Wilhelm Nesen, deutscher Humanist und Pädagoge (* 1492)

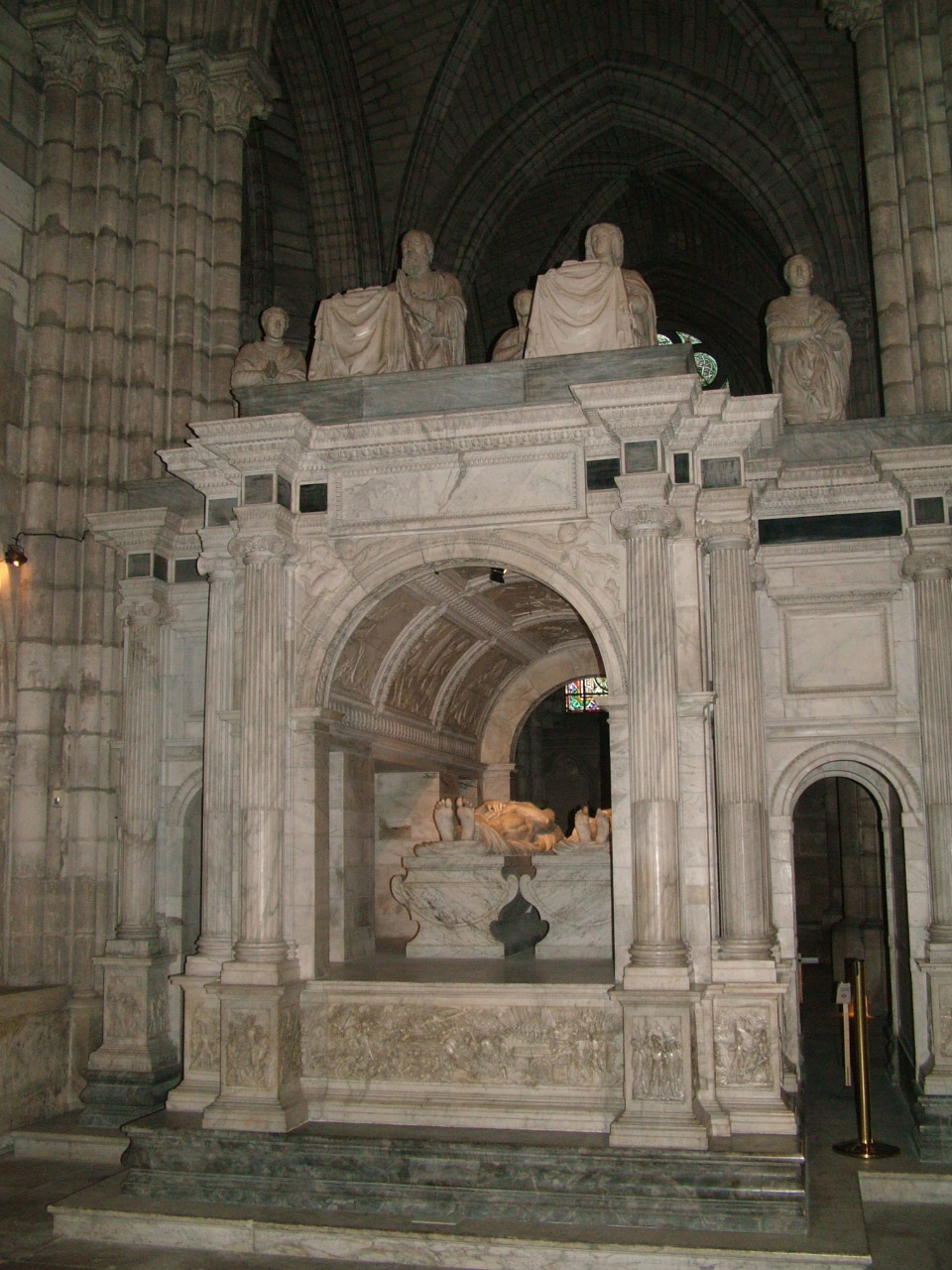
Grabmal von Königin Claude und Franz I.

- 20. Juli: Claude de France, Königin von Frankreich, Frau von König Franz I. (* 1499)
- 24. Juli: Marco Cornaro, Kardinal der römisch-katholischen Kirche (* 1482)
- 04. August: Helene von der Pfalz, Pfalzgräfin von Simmern und Herzogin zu Mecklenburg (* 1493)

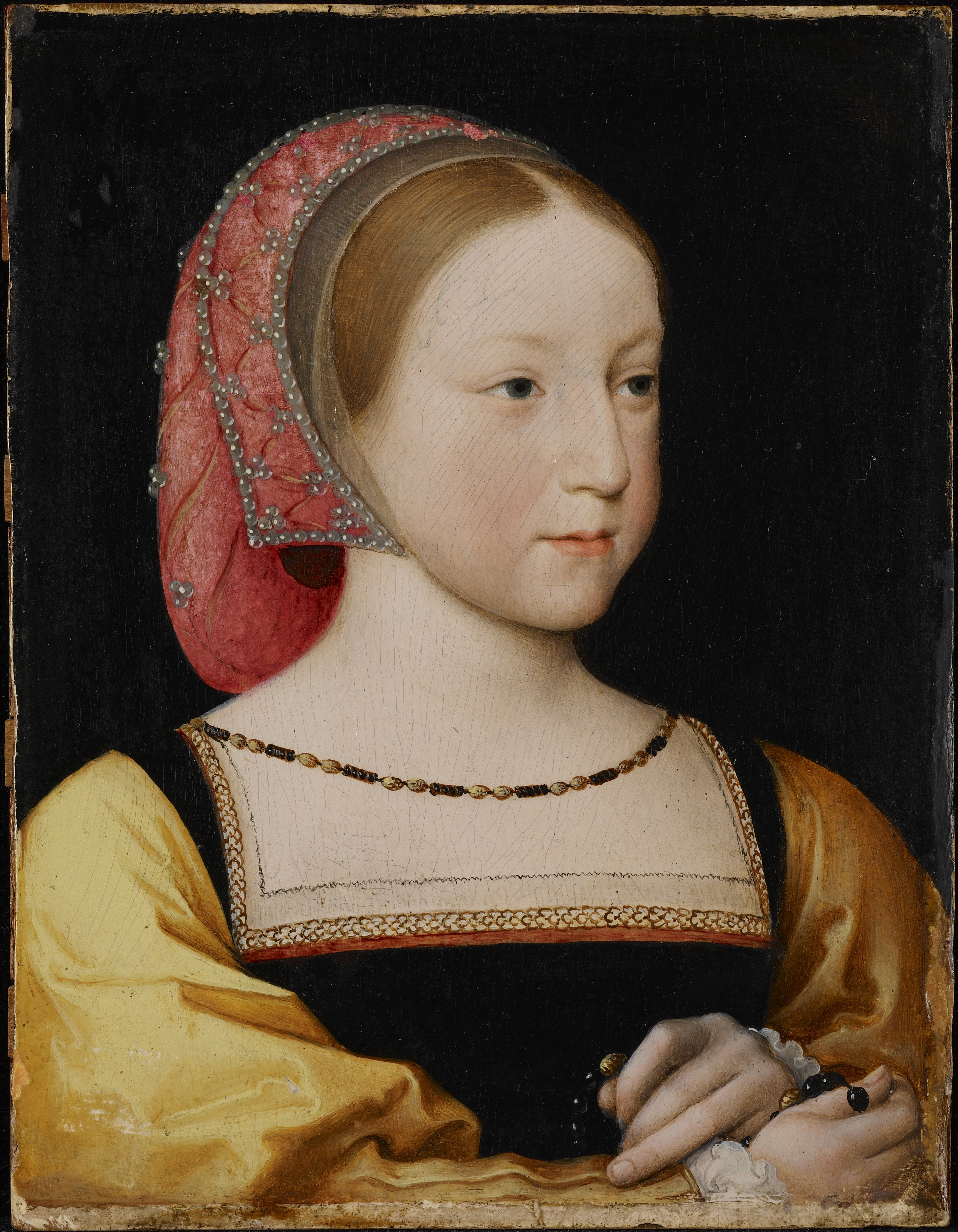
Charlotte von Frankreich, Porträt von Jean Clouet, 1524

- 18. September: Charlotte von Frankreich, französische Prinzessin aus dem Haus Valois (* 1516)
- 05. Oktober: Joachim Patinir, niederländischer Maler und Zeichner (* um 1475 bis 1480)
- 26. Oktober: Philipp II., Graf von Waldeck-Eisenberg (* 1453)
- 07. November: Antonio Contarini, Patriarch von Venedig (* 1450)
- 17. November: Wenzel II., Herzog von Teschen (* 1488/96)
- 10. Dezember: Heinrich von Zütphen, Reformator und evangelischer Märtyrer (* 1488)

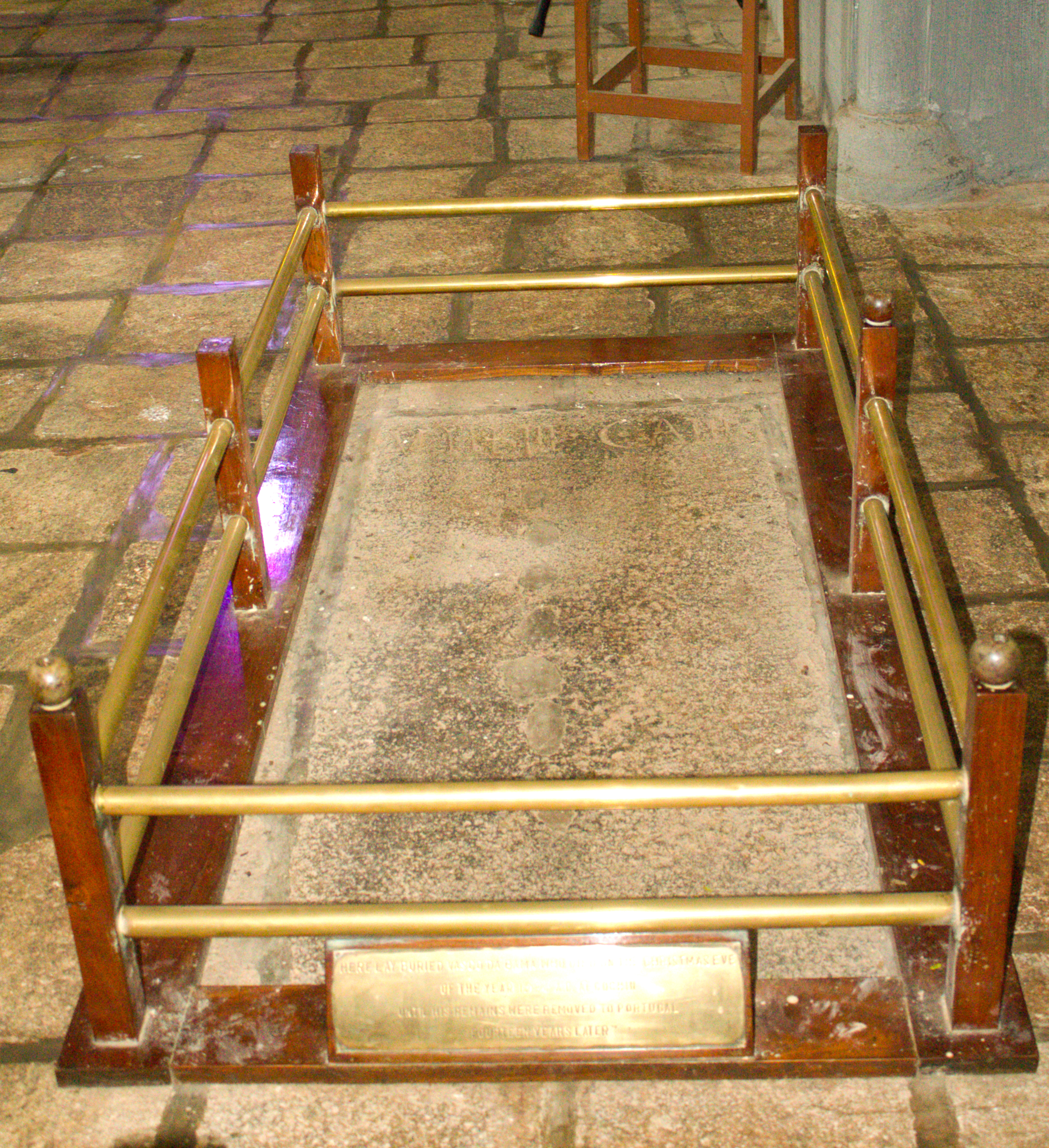
Grab Vasco da Gamas in der Franziskanerkirche in Kochi/Indien

- 24. Dezember: Vasco da Gama, portugiesischer Seefahrer und Entdecker des Seewegs nach Indien (* 1469)
- 28. Dezember: Johann von Staupitz, deutscher Theologe und Förderer Martin Luthers (* 1465)
- 31. Dezember: Johannes Widmann, deutscher Professor der Medizin und herzoglicher Leibarzt (* um 1444)

### Genaues Todesdatum unbekannt
- Gonçalo Álvares, portugiesischer Seefahrer und Entdecker (* im 15. Jahrhundert)
- Giovanni Aurelio Augurello, italienischer Humanist, Dichter und Alchemist (* um 1456)
- Boccaccio Boccaccino, italienischer Maler (* um 1467)
- Abdallah Muhammad, Sultan der Wattasiden in Marokko (* vor 1505)
- Cristóbal de Olid, spanischer Abenteurer, Konquistador und Rebell (* 1487)
- Caspar Schlumpf, Bürgermeister von St. Gallen (* 15. Jh.)
- Diego Velázquez de Cuéllar, spanischer Konquistador und Gouverneur von Kuba (* 1465)

### Gestorben um 1524
- Hans Holbein der Ältere, deutscher Maler (* 1470)